# 12a etapa del Tour de França de 2009
La 12a etapa del Tour de França de 2009 es disputà el dijous 16 de juliol sobre un recorregut de 200 quilòmetres entre Tonnerre i Vittel. El vencedor fou el danès Nicki Sørensen, que arribà en solitari a la meta.

## Recorregut de l'etapa
Etapa amb un terreny ondulat i trencacames, amb cinc cotes de 4a categoria i una de 3a, la darrera del dia, a 30 km de l'arribada. Els ciclistes continuen creuant França cap a l'est, tot passant pels departaments del Yonne, de l'Aube, de l'Alt Marne i dels Vosges.

## Desenvolupament de l'etapa
Durant els primers quilòmetres hi hagué nombrosos intents d'escapada, però cap d'ells tingué èxit i no seria fins al km 75 quan finalment s'aconseguís. Inicialment va ser una fuga de sis ciclistes: Sylvain Calzati (Agritubel), Markus Fothen (Milram), Laurent Lefèvre (Bbox Bouygues Telecom), Egoi Martínez (Euskaltel–Euskadi), Rémi Pauriol (Cofidis) i Franco Pellizotti (Liquigas), als quals s'hi afegiria Nicki Sørensen (Team Saxo Bank). Durant bona part de l'escapada els ciclistes disposaren de rendes properes als 4' respecte al gran grup.
A manca de 23 km per a l'arribada el danès Nicki Sørensen deixà enrere els seus companys d'escapada i sols pogué ser seguit pel francès Sylvain Calzati. Els dos anaren junts fins que a manca de 5 quilòmetres i mig Sørensen atacà Calzati per emportar-se la seva primera victòria al Tour de França, així com el trofeu de la combativitat del dia.
La classificació general, així com la resta de classificacions secundàries, no patiren cap mena de canvi i tothom conservà el seu mallot.

## Esprints intermedis
| 1r | Mark Cavendish | 6 pts |
| 2n | Thor Hushovd   | 4 pts |
| 3r | Sandy Casar    | 2 pts |

| 1r | Sylvain Calzati   | 6 pts |
| 2n | Franco Pellizotti | 4 pts |
| 3r | Egoi Martínez     | 2 pts |

| 1r | Rémi Pauriol      | 6 pts |
| 2n | Franco Pellizotti | 4 pts |
| 3r | Sylvain Calzati   | 2 pts |

## Ports de muntanya
| 1r | David Millar      | 3 pts |
| 2n | Daniele Bennati   | 2 pts |
| 3r | Franco Pellizotti | 1 pts |

| 1r | Franco Pellizotti | 3 pts |
| 2n | Egoi Martínez     | 2 pts |
| 3r | Roman Kreuziger   | 1 pts |

| 1r | Laurent Lefèvre   | 3 pts |
| 2n | Sylvain Calzati   | 2 pts |
| 3r | Franco Pellizotti | 1 pts |

| 1r | Franco Pellizotti | 3 pts |
| 2n | Egoi Martínez     | 2 pts |
| 3r | Nicki Sørensen    | 1 pts |

| 1r | Franco Pellizotti | 3 pts |
| 2n | Egoi Martínez     | 2 pts |
| 3r | Nicki Sørensen    | 1 pts |

| 1r | Franco Pellizotti | 4 pts |
| 2n | Egoi Martínez     | 3 pts |
| 3r | Nicki Sørensen    | 2 pts |
| 4t | Sylvain Calzati   | 1 pts |

## Classificació de l'etapa
|    | Ciclista          | Equip                 | Temps      |
| -- | ----------------- | --------------------- | ---------- |
| 1  | Nicki Sørensen    | Team Saxo Bank        | 4h 17' 55" |
| 2  | Laurent Lefèvre   | Bbox Bouygues Telecom | + 48"      |
| 3  | Franco Pellizotti | Liquigas              | m. t.      |
| 4  | Markus Fothen     | Milram                | m. t.      |
| 5  | Egoi Martínez     | Euskaltel–Euskadi     | m. t.      |
| 6  | Sylvain Calzati   | Agritubel             | m. t.      |
| 7  | Rémi Pauriol      | Cofidis               | + 1' 33"   |
| 8  | Mark Cavendish    | Team Columbia-HTC     | + 5' 58"   |
| 9  | Thor Hushovd      | Cervélo TestTeam      | m. t.      |
| 10 | Marco Bandiera    | Lampre-NGC            | m. t.      |

## Classificació general
|    | Ciclista              | Equip             | Temps       |
| -- | --------------------- | ----------------- | ----------- |
| 1  | Rinaldo Nocentini     | AG2R La Mondiale  | 48h 27' 21" |
| 2  | Alberto Contador      | Team Astana       | + 6"        |
| 3  | Lance Armstrong       | Team Astana       | + 8"        |
| 4  | Levi Leipheimer       | Team Astana       | + 39"       |
| 5  | Bradley Wiggins       | Garmin-Slipstream | + 46"       |
| 6  | Andreas Klöden        | Team Astana       | + 54"       |
| 7  | Tony Martin           | Team Columbia-HTC | + 1' 00"    |
| 8  | Christian Vande Velde | Garmin-Slipstream | + 1' 24"    |
| 9  | Andy Schleck          | Team Saxo Bank    | + 1' 49"    |
| 10 | Vincenzo Nibali       | Liquigas          | + 1' 54"    |

## Classificacions annexes

### Classificació per punts
| Classificació per punts | Total   |
| ----------------------- | ------- |
| Mark Cavendish          | 200 pts |
| Thor Hushovd            | 190 pts |
| José Joaquín Rojas      | 116 pts |

### Classificació de la muntanya
| Classificació de la muntanya | Total  |
| ---------------------------- | ------ |
| Egoi Martínez                | 88 pts |
| Franco Pellizotti            | 71 pts |
| Christophe Kern              | 59 pts |

### Classificació del millor jove
| Classificació del millor jove | Temps       |
| ----------------------------- | ----------- |
| Tony Martin                   | 48h 28' 21" |
| Andy Schleck                  | + 49"       |
| Vincenzo Nibali               | + 54"       |

### Classificació per equips
| Classificació per equips | Total        |
| ------------------------ | ------------ |
| Team Saxo Bank           | 143h 47' 41" |
| AG2R La Mondiale         | + 34"        |
| Team Astana              | + 37"        |

### Combativitat
- Nicki Sørensen

## Abandonaments
- Rui Alberto Faria da Costa. No surt.
- Angelo Furlan. Abandona.
- Jérôme Coppel. Abandona.
- Romain Feillu. Abandona.